# Eloy
Eloy — прогрессив/спейс рок-группа из Германии.
Название группы заимствованно из фантастического романа Герберта Уэллса «Машина времени», где «элои» — название одной из рас людей в далеком будущем.

## История
Группа была создана гитаристом Франком Борнеманном, который является единственным постоянным членом группы с момента её основания. Первоначальный состав коллектива: Манфред Вижорке (вокал, клавишные), Хельмут Драхт (ударные), Эрих Шривер (гитара, бас, вокал) и Вольфганг Стокер (бас)
В 1970 году выходит первый сингл группы. В 1971 году Eloy выпускает дебютный одноимённый альбом, характеризующийся психоделическим звучанием и социальными текстами. Почти сразу после выхода альбома группу покинул Эрих Шривер, являвшийся автором всех песен с социальной тематикой. На место Шривера приходит Фриц Рандов. Следующий диск Inside кардинально отличается от предыдущего альбома, поскольку группа полностью переориентируется на новый стиль — прогрессивный рок. Следующие два альбома «Floating» и «Power and the Passion» приносят группе широкую популярность в Германии и Европе. В 1975 в группе наметился серьёзный раскол: часть музыкантов хотела начать изменить стиль звучания на спейс-рок, другая же желала оставить все как есть и исполнять прогрессив. В связи с этим команда на время распалась.
В 1976 Борнеманн решает снова возродить Eloy. В группу были приглашены новые музыканты: Клаус-Питер Мациол (бас, вокал), Детлев Шмидтхен (клавишные, вокал) и Йорген Розенталь (ударные, вокал). Новым составом были созданы альбомы, ставшие классическими: «Dawn» и «Ocean». Через несколько лет Шмидтхен и Розенталь покинули Eloy чтобы заняться сольной карьерой, и на их место пришли Ханнес Фолберт и Джим Макгилвери. Также в составе появился гитарист Ханнес Аркона. В 1980 году обновленный коллектив выпустил новый альбом «Colours», который отличался от остальных несколько более тяжёлым звучанием. Последующие альбомы были объединены научно-фантастической тематикой, темой Космоса. Для их звучания характерно доминирование клавишных в аранжировках. После выхода альбома «Metromania» и ряда прощальных концертов, среди которых был и концерт в знаменитом лондонском клубе Marquee (его в качестве зрителей посетили участники группы Marillion), проект распадается вследствие музыкальных разногласий.
В 1988 году Борнеманн снова возобновил деятельность Eloy, и на этот раз был приглашен только один музыкант: Михель Герлах. Вдвоём они выпускают два альбома: «Ra», напоминающий по звучанию «Colours», и спустя четыре года — «Destination». C 1993 по 1994 год Борнеманн и Герлах при поддержке бывших участников Eloy перезаписывают классические композиции группы для сборников «Chronicles». В 1994 году вышел новый студийный альбом «The Tides Return Forever».
В 1998 году к группе присоединился ударник Бодо Шопф, и в том же году выходит альбом «Ocean 2», который получил позитивный отклик у слушателей. Его звучание напоминало о периоде расцвета творчества коллектива.
В ноябре 2009 года группа вернулась к слушателям с новым студийным альбомом «Visionary». Альбом по звучанию напоминал работы группы периода 80-90-х годов и получил сдержанные, но в целом позитивные оценки слушателей.
В 2011 году выпущен двойной DVD «The Legacy Box», где впервые представлены все сохранившиеся видеосъемки коллектива. В 2011 году группа возобновила концертную деятельность.
Франк Борнеманн начал работу над рок-оперой «The Vision, the Sword and the Pyre» о Жанне д’Арк и готовит к переизданию ремикшированные и доработанные версии альбомов «Ra», «The Tides Return Forever» и «Destination».
Несмотря на национальную принадлежность, группа зачастую не относится критиками к краут-року, так как по своему стилю и звучанию на раннем этапе и в период расцвета больше похожа на британскую Pink Floyd, нежели на немецкие краут-рок коллективы.
Несмотря на популярность за пределами ФРГ, группа за всю свою историю так и не приобрела широкой известности в Соединённых Штатах.

## Участники группы
Нынешние участники
- Франк Борнеманн — Гитара (1969—1984, 1988-сейчас), вокал (1972—1984, 1988-сейчас)
- Klaus-Peter Matziol — Бас-гитара (1976—1984, 1988-сейчас)
- Hannes Folberth — Клавишные (1979—1984, 1992-сейчас)
- Michael Gerlach — Клавишные (1988-сейчас)
- Stephan Emig — Ударные (2018-сейчас)

Бывшие участники
- Erich Schriever — lead vocals, Клавишные (1969—1972)
- Helmuth Draht — Ударные (1969—1972; умер в 2003)[1]
- Wolfgang Stöcker — Бас-гитара (1969—1973)
- Manfred Wieczorke — Гитара, backing vocals (1969—1972, 1973—1974), Клавишные (1973—1975)
- Fritz Randow — Ударные (1972—1975, 1981—1984)
- Luitjen Jansen — Бас-гитара (1974—1975; умер в 2008)[2]
- Detlef «Pitter» Schwaar — Гитара (1975)
- Detlev Schmidtchen — Клавишные (1976—1979)
- Jürgen Rosenthal — Ударные (1976—1979)
- Jim McGillivray — Ударные (1979—1981)
- Hannes Arkona — Гитара (1979—1984), Клавишные (1981—1984)
- Bodo Schopf — Ударные (1998—2016)
- Kristof Hinz — Ударные (2016—2018)

## Дискография
- 1971 — Eloy
- 1973 — Inside
- 1974 — Floating
- 1975 — Power and the Passion
- 1976 — Dawn
- 1977 — Ocean
- 1978 — Live
- 1979 — Silent Cries and Mighty Echoes
- 1980 — Colours
- 1981 — Planets
- 1982 — Time to Turn
- 1983 — Performance
- 1984 — Metromania
- 1985 — Codename Wildgeese
- 1988 — Ra
- 1991 — Rarities (73-84)
- 1992 — Destination
- 1993 — Chronicles 1
- 1994 — Chronicles 2
- 1994 — The Tides Return Forever
- 1994 — Best of 72-75 (early years)
- 1996 — Best of 76-79 (the prime)
- 1997 — Eloy
- 1998 — Ocean 2 — The Answer
- 2003 — Timeless Passages
- 2009 — Visionary
- 2014 — Reincarnation on Stage
- 2017 — The Vision, the Sword and the Pyre — Part I
- 2019 — The Vision, the Sword and the Pyre — Part II
- 2023 — Echoes from the Past

## [3]Ссылки
- Страница Франка Борнеманна на сайте студии звукозаписи Horus
- Страничка в Рок-энциклопедии